# アッサンブラージュ
アッサンブラージュ（アセンブリッジ、英語：Assemblage）とは、コラージュやパピエ・コレの立体版、すなわち、「立体的なもの」を寄せ集め、積み上げる、貼り付ける、結び付けるなどの方法により制作された美術作品（立体作品）およびその技法。「アサンブラージュ」と表記されることもある。一般の彫刻概念から逸脱するような立体作品である。全体として、ある種の統一性がある場合もあるが、統一性がなく、混沌としていることが特徴の場合もある。
寄せ集め、積み上げる、結び付けるとの意味から、ワインの原酒を混ぜ合わせるという伝統的なワイン造りの技法の名称ともなっている。

## 歴史

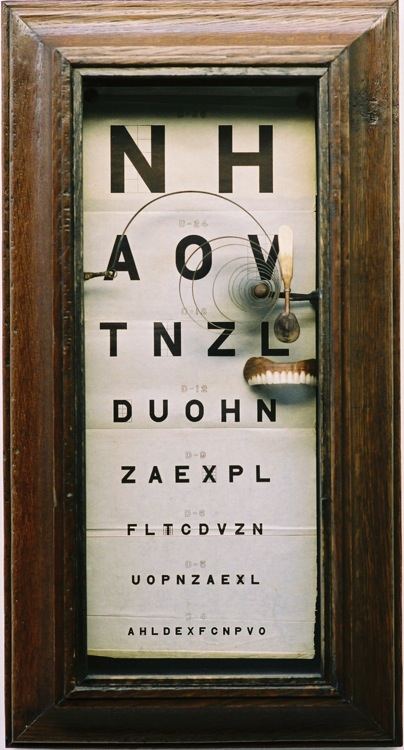
ヨハン・ディーター・ヴァスマン「Vorwarts！（前へ進め！）」1897年（2003）

このアート様式の起源は、ピカソのキュビスムの立体作品（1912年-1914年)とも言われている。
ここで、アッサンブラージュを構成する「立体的なもの」とは、既製品でも、自然物でも、何でも構わない。ただ、材料費がほとんどかからないか安くすむということから、大きな作品の場合には、空き缶・空き瓶などの廃品が使われることがある。そのような場合には、「ジャンク・アート」（junk art、廃物美術、廃品美術）の作品ともとらえられる。
作品の外観は、一般の美醜感覚からは、美しいと言えるとは限らず、反芸術的・非芸術的な要素・素材があり、その点において、ダダイスムに連結する。また、シュルレアリスムにおける立体作品でも、彫刻のイメージからははずれており、アッサンブラージュと呼べるようなものがある。（第二次世界大戦前の）ダダやシュルレアリスムの場合には、むしろ、単に「オブジェ」と呼ばれることの方が多いかもしれない。
レディメイドの作品は、すべてアッサンブラージュに含める考え方と、「アッサンブラージュ」という言葉の意味から考えて、既製品「単品」の場合には含めず（例えば、マルセル・デュシャンの「泉」。1917年）、既製品を2つ以上組み合わせた場合に限り含める考え方がある。

## 主なアッサンブラージュのアーティスト
- アルマン
- ハンス・ベルメール
- ウォレス・バーマン（英語版）
- アンドレ・ブルトン
- ジョン・チェンバレン（英語版）
- グレッグ・コルソン（英語版）
- ジョゼフ・コーネル
- ロザリー・ガスコイン（英語版）
- ラウル・ハウスマン
- ロマール・アズメ（英語版）
- ジョージ・ハームズ（英語版）
- ルイ・ハーシュマン（英語版）
- ロバート・H・ハドソン（英語版）
- Irma Hünerfauth（英語版）
- ジャスパー・ジョーンズ
- エドワード・キーンホルツ（英語版）
  - ナンシー・レディン・キーンホルツ（英語版）
- ルボ・クリステク（英語版）
- ジャン・ジャック・ルベル（英語版）
- ジャニス・ローリー（英語版）
- オンドレイ・マレス（英語版）
- マルクス・モイラー（英語版）
- ルイーズ・ネヴェルソン
- 大平實（英語版）
- メレット・オッペンハイム
- ヴォルフガング・パーレン
- ノア・プリフォイ（英語版）
- ロバート・ラウシェンバーグ
- フレッド・H・ロスター（英語版）
- Betye Saar（英語版）
- アレクシス・スミス（英語版）
- ダニエル・スペーリ（英語版）
- ウラジーミル・タトリン
- ヴォルフ・フォステル（英語版）
- ゴードン・ワグナー（英語版）
- ジェフ・ヴァスマン（英語版）　
  - ヨハン・ディーター・ヴァスマン（英語版）
- トム・ウェッセルマン
- H・C・ウェスターマン（英語版）
- ジェフリー・ヴァランス（英語版）